# Encyclopedie voor iedereen
De Encyclopedie voor iedereen was een compacte encyclopedie, geschreven door John Kooy en uitgegeven door uitgeverij W. de Haan te Zeist en Daphne Uitgaven te Gent.
- De eerste druk verscheen in 1933. De illustraties bestonden uit eenvoudige kleine zwart-wit foto's, kleine zwart-wit illustraties en enkele pagina's met kleurenillustraties. Het was vermoedelijk de eerste eendelige Nederlandstalige encyclopedie.
- De vijfde druk verscheen in 1949 en telde 1312 kolommen.
- De zesde druk verscheen in 1954.
- De achtste geheel herziene druk verscheen in 1957. Ze was voorzien van 50 landkaarten in kleuren en een sterrenatlas, en telde 1380 kolommen.
- De negende druk verscheen in 1963. Ze was nagezien voor België door Paul van de Velde en telde 1344 kolommen.

In 1978 verscheen onder dezelfde naam (als negende herziene druk), een encyclopedie, die als VARA gezinsencyclopedie door VARA-leden met korting kon worden aangeschaft.

## Trivia
- Op 23 november 2001 publiceerde de NRC een interview met Gerrit Komrij, waarin deze sprak over de betreffende encyclopedie in de serie "Mijn beslissende boek".[1]